# 이민정
이민정(李珉廷, 1982년 2월 16일 ~ )은 대한민국의 배우이며 샵 오디션에 참석했지만 "아직은 못 할 것 같다"면서  고사했다.

## 학력
- 서울청담초등학교 (졸업)
- 청담중학교 (졸업)
- 현대고등학교 (졸업)
- 성균관대학교 연기예술학과 01학번 (수료)

## 연기 활동

### 영화
| 연도   | 제목                         | 역할          | 감독   | 비고 |
| ------ | ---------------------------- | ------------- | ------ | ---- |
| 2004년 | 아는 여자                    | 한이연 친구   | 장진   | 단역 |
| 2005년 | 몽정기 2                     | 2학년3반 학생 | 정초신 | 단역 |
| 2006년 | 무도리                       | 윤희          | 이형선 |      |
| 2007년 | 포도나무를 베어라            | 윤수아/헬레나 | 민병훈 |      |
| 2009년 | 펜트하우스 코끼리            | 수연          | 정승구 |      |
| 2009년 | 백야행 - 하얀 어둠 속을 걷다 | 이시영        | 박신우 |      |
| 2010년 | 시라노; 연애조작단           | 김희중        | 김현석 |      |
| 2012년 | 원더풀 라디오                | 신진아        | 권칠인 |      |
| 2023년 | 스위치                       | 공수현        | 마대윤 |      |

### 드라마
- 2005년 SBS 금요 드라마 《사랑공감》 ... 김영주 역
- 2005년 MBC 단막극 《베스트극장 - 문신》 ... 임수희 역
- 2006년 ~ 2007년 MBC 아침 일일연속극 《있을 때 잘해!!》 ... 하정화 역
- 2007년 ~ 2008년 MBC 주말연속극 《깍두기》 ... 이민도 역
- 2008년 MBC 수목 미니시리즈 《누구세요?》 ... 양지숙 역
- 2009년 KBS2 월화 미니시리즈 《꽃보다 남자》 ... 하재경 역
- 2009년 ~ 2010년 SBS 주말 특별기획 드라마 《그대, 웃어요》 ... 서정인 역
- 2010년 MBC 단막극 《일요 드라마극장 - 도시락》 ... 희영 역
- 2011년 SBS 월화 미니시리즈 《마이더스》 ... 이정연 역
- 2012년 KBS2 월화 미니시리즈 《빅》 ... 길다란 역
- 2013년 SBS 드라마 스페셜 《내 연애의 모든 것》 ... 노민영 역
- 2014년 MBC 수목 미니시리즈 《앙큼한 돌싱녀》 ... 나애라 역
- 2016년 SBS 드라마 스페셜 《돌아와요 아저씨》 ... 신다혜 역
- 2018년 ~ 2019년 SBS 토요 특별기획 드라마 《운명과 분노》 ... 구해라 역
- 2020년 KBS2 주말연속극 《한 번 다녀왔습니다》 ... 송나희 역
- 2026년 MBC 금토 드라마 《그래, 이혼하자》 ... 백미영 역

### 연극
- 2004년: 《택시드리벌 - 연극열전》 ... 유화이 역
- 2004년: 《서툰사람》 ... 유화이 역
- 2007년: 《사랑과 우연의 장난》 ... 실비아 역

## 연기 외 활동

### 텔레비전 프로그램
- 2009년 SBS 《한밤의 TV연예》 - 게스트
- 2009년 SBS 《김정은의 초콜릿》 - 게스트
- 2009년 SBS 《야심만만》 - 게스트
- 2010년 KBS 《해피투게더 시즌3》 - 게스트
- 2010년 MBC 《유재석 김원희의 놀러와》 - 게스트
- 2011년 SBS 《런닝맨》 - 게스트
- 2011년 KBS 《해피투게더 시즌3》 - 게스트
- 2012년 SBS 《힐링캠프》 - 게스트
- 2018년 SBS 《미운 우리 새끼》 - 스페셜 MC
- 2019년 MBC Every 1 《세빌리아의 이발사》 - 고정출연
- 2020년 JTBC 《갬성캠핑》 - 게스트
- 2021년 tvN 《업글인간》 - 고정출연
- 2021년 KBS 《평화음악회-마음, 잇다》- 진행
- 2022년 TvN 《유 퀴즈 온 더 블럭》- 게스트
- 2023년  MBC 《황금어장 라디오스타》 - 게스트
- 2025년 KBS2 《가는정 오는정 이민정》- 진행
- 2025년 KBS2 《옥탑방의 문제아들2》- 게스트

### M/V
- 1998년: 플레이어 - 널 지켜줄게
- 2005년: 플라이 투 더 스카이 - 남자답게
- 2007년: 지아 - 바이올린, 그립습니다
- 2007년: 지아 - 인형
- 2009년: 디셈버 - 여자는 나쁜 남자를 좋아한다

### 음반
- 2010년 《시라노; 연애조작단》 OST - 당신이었군요 (Duet 박신혜)
- 2012년 《원더풀 라디오》 OST - 참쓰다/Again/You're my angel (Duet 서영, 안미나)

### 광고
- 피자헛
- LG통신
- 박카스
- 래미안 아파트(삼성물산)
- 해피포인트 카드
- 생각대로T(SK텔레콤)
- 엑스페리아 핸드폰(소니에릭슨)
- 의류 옴파로스
- 의류 토미힐피거데님
- 의류 마인드브릿지
- 의류 베스띠벨리
- 마티즈 크리에이티브(GM대우)
- 원데이 아큐브 디파인 써클렌즈
- 싸이닉(화장품)
- 참이슬 소주(하이트진로)
- 신한생명(보험)
- 코오롱 스포츠(아웃도어의류)
- 스킨푸드(화장품)
- 필라델피아 크림치즈(식품)
- 스톤헨지(쥬얼리)
- 한국 타이어(타이어)
- 트롬 세탁기(LG전자)
- 아웃백 스테이크 하우스(레스토랑)
- 트롬 스타일러(LG전자)
- 꼬망스 미니세탁기(LG전자)
- 케어가글(한미약품) - 지면광고
- 빈치스벤치 핸드백
- 이자녹스 화장품(LG생활건강)

## 사생활
2012년 4월 16일 배우 이병헌과의 열애설이 퍼져 화제가 되지만 소속사에서 이를 부정했으나, 2012년 8월 19일 4개월 만에 열애설을 인정했다. 두 사람은 2013년 8월 10일 서울 그랜드 하얏트 호텔에서 결혼식을 올리고, 2년 만인 2015년 3월 31일 아들 이준후를 출산하였다.

## 수상 및 후보
| 연도 | 시상식                                    | 부문                             | 작품                         | 결과 |
| ---- | ----------------------------------------- | -------------------------------- | ---------------------------- | ---- |
| 2009 | SBS 연기대상                              | 뉴스타상                         | 그대, 웃어요                 | 수상 |
| 2009 | SBS 연기대상                              | 특별기획부문 여자 연기상         | 그대, 웃어요                 | 후보 |
| 2010 | 제46회 백상예술대상                       | TV부문 여자 신인연기상           | 그대, 웃어요                 | 후보 |
| 2010 | 제30회 한국영화평론가협회상               | 신인여우상                       | 백야행 - 하얀 어둠 속을 걷다 | 수상 |
| 2010 | 제2회 코리아 주얼리 어워드                | 루비상                           | 빈칸                         | 수상 |
| 2010 | 제8회 코리아 라이프 스타일 어워드         | 올해의 베스트 드레서 여자 부문   | 빈칸                         | 수상 |
| 2010 | 제47회 대종상                             | 신인여우상                       | 시라노; 연애조작단           | 수상 |
| 2010 | 제47회 대종상                             | 여자 인기상                      | 시라노; 연애조작단           | 수상 |
| 2010 | 제3회 스타일 아이콘 어워즈                | 스타일 아이콘 여자 영화배우 부문 | 시라노; 연애조작단           | 수상 |
| 2010 | 제31회 청룡영화상                         | 신인여우상                       | 시라노; 연애조작단           | 수상 |
| 2010 | 제6회 대한민국 대학영화제                 | 신인여우상                       | 시라노; 연애조작단           | 수상 |
| 2010 | 제13회 디렉터스 컷 시상식                 | 올해의 여자 신인연기자상         | 시라노; 연애조작단           | 수상 |
| 2010 | 씨네21 영화상                             | 올해의 여자신인배우              | 시라노; 연애조작단           | 수상 |
| 2011 | 제47회 백상예술대상                       | 영화부문 여자 신인연기상         | 시라노; 연애조작단           | 후보 |
| 2011 | 제47회 백상예술대상                       | 인스타일 패셔니스타상            | 빈칸                         | 수상 |
| 2011 | SBS 연기대상                              | 특별기획부문 여자 우수연기상     | 마이더스                     | 후보 |
| 2012 | 제49회 저축의 날 기념식                   | 국무총리 표창                    | 빈칸                         | 수상 |
| 2012 | 제10회 헤럴드·동아TV 라이프 스타일 어워드 | 스타일아이콘상 여자 부문         | 빈칸                         | 수상 |
| 2012 | KBS 연기대상                              | 미니시리즈부문 여자 우수연기상   | 빅                           | 후보 |
| 2014 | MBC 연기대상                              | 미니시리즈부문 여자 최우수연기상 | 앙큼한 돌싱녀                | 후보 |
| 2019 | SBS 연기대상                              | 중편드라마 부문 여자 최우수상    | 운명과 분노                  | 후보 |
| 2020 | KBS 연기대상                              | 여자 최우수연기상                | 한 번 다녀왔습니다           | 수상 |
| 2020 | KBS 연기대상                              | 장편드라마부문 여자 우수연기상   | 한 번 다녀왔습니다           | 후보 |
| 2020 | KBS 연기대상                              | 베스트 커플상 (with 이상엽)      | 한 번 다녀왔습니다           | 수상 |
| 2020 | KBS 연기대상                              | 여자 네티즌상                    | 한 번 다녀왔습니다           | 후보 |
| 2021 | 제7회 아시아태평양 스타 어워즈            | 장편드라마부문 여자 최우수연기상 | 한 번 다녀왔습니다           | 수상 |
| 2021 | 제7회 아시아태평양 스타 어워즈            | 아이돌챔프 여자 인기상           | 한 번 다녀왔습니다           | 후보 |